# 植垣曉惠
植垣曉惠 （UEGAKI Akie，1984年7月25日—），日本女子手球運動員，現為日本國家女子手球隊隊員。大阪府出生，畢業於大浜中学校、宣真高等学校及大阪教育大学。

## 簡歷
2010年11月，植垣曉惠代表日本出戰廣州亞運會，參加女子手球比賽項目，奪得銀牌。